# Hygrophorus
Hygrophorus Fr. (wodnicha) – rodzaj grzybów z rodziny wodnichowatych (Hygrophoraceae).

## Charakterystyka
Grzyby kapeluszowe. Kapelusz o powierzchni przeważnie pokrytej śluzem i blaszkowym hymenoforze. Blaszki o dwustronnej tramie, u większości gatunków są rzadko rozstawione i przyrośnięte lub zbiegające na śluzowate (rzadziej suche) trzony, na których czasami widoczna jest śluzowata strefa pierścieniowa. Zarodniki wodnich mają pokrój eliptyczny, są gładkie i pozbawione pory rostkowej. Wysyp zarodników jest biały, nieamyloidalny. W Europie występuje ponad 40 gatunków.
Grzyby mykoryzowe. Wszystkie wodnichy są grzybami jadalnymi lub niejadalnymi z powodu gorzkiego smaku, nie stwierdzono wśród nich gatunków trujących.

## Systematyka i nazewnictwo
Pozycja w klasyfikacji: Hygrophoraceae, Agaricales, Agaricomycetidae, Agaricomycetes, Agaricomycotina, Basidiomycota, Fungi (według Index Fungorum).
Synonimy: Agaricus [unranked] Camarophyllus Fr. ex Rabenh.,
Agaricus [unranked] Limacium Fr. ex Rabenh.,
Agaricus subtrib. Camarophylli Fr.,
Camarophyllus (Fr.) P. Kumm.,
Hygrophorus subgen. Camarophyllus Fr.,
Limacinus (Quél.) Marchand,
Limacium (Fr. ex Rabenh.) P. Kumm.,
Neohygrophorus Singer ex Singer,
Neohygrophorus Singer.
Polską nazwę podał Stanisław Chełchowski w 1898 r. W polskim piśmiennictwie mykologicznym należące do tego rodzaju gatunki opisywane były także jako bedłka, ślimak, oślaz, odorowicz.
Gatunki występujące w Polsce:
- Hygrophorus agathosmus (Fr.) Fr. 1838 – wodnicha pachnąca
- Hygrophorus atramentosus Secr. ex H. Haas & R. Haller Aar. 1978 – wodnicha atramentowa
- Hygrophorus calophyllus P. Karst. 1876[7] – wodnicha różowoblaszkowa
- Hygrophorus camarophyllus (Alb. & Schwein.) Dumée, Grandjean & Maire 1912 – wodnicha odymiona
- Hygrophorus capreolarius (Kalchbr.) Sacc. 1887 – wodnicha kozia
- Hygrophorus chrysodon (Batsch) Fr. 1838 – wodnicha złocista
- Hygrophorus cossus (Sowerby) Fr. 1838 – wodnicha wonna
- Hygrophorus discoideus (Pers.) Fr. 1838 – wodnicha tarczowata
- Hygrophorus discoxanthus (Fr.) Rea 1908
- Hygrophorus eburneus (Bull.) Fr. 1838 – wodnicha biała
- Hygrophorus erubescens (Fr.) Fr. 1838 – wodnicha zaróżowiona
- Hygrophorus gliocyclus Fr. – wodnicha grubopierścieniowa[7]
- Hygrophorus hedrychii (Velen.) K. Kult 1956 – wodnicha brzozowa
- Hygrophorus hyacinthus (Batsch) Sacc. 1887 – wodnicha hiacyntowa
- Hygrophorus hypothejus (Fr.) Fr. 1838 – wodnicha późna
- Hygrophorus latitabundus Britzelm. 1899 – wodnicha brunatnobiała
- Hygrophorus lindtneri M.M. Moser 1967 – wodnicha leszczynowa, wodnicha grabowa
- Hygrophorus lucorum Kalchbr. 1874 – wodnicha modrzewiowa
- Hygrophorus marzuolus (Fr.) Bres. 1893 – wodnicha marcowa
- Hygrophorus mesotephrus Berk. & Broome 1854
- Hygrophorus nemoreus (Pers.) Fr. 1838 – wodnicha gajowa
- Hygrophorus olivaceoalbus (Fr.) Fr. 1838 – wodnicha oliwkowobiała
- Hygrophorus pallidus Peck 1902 – tzw. lisówka blada
- Hygrophorus penarius Fr. 1836 – wodnicha gładka
- Hygrophorus persicolor Ricek 1974 – wodnicha flamingowa
- Hygrophorus persoonii Arnolds 1979 – wodnicha oliwkowobrązowa
- Hygrophorus piceae Kühner 1949 – wodnicha świerkowa
- Hygrophorus poetarum R. Heim 1948 – wodnicha różowozłota
- Hygrophorus pudorinus (Fr.) Fr. 1836 – wodnicha pomarańczowa
- Hygrophorus pustulatus (Pers.) Fr. 1838 – wodnicha kropkowana
- Hygrophorus russula (Schaeff.) Kauffman 1918 – wodnicha gołąbkowa
- Hygrophorus speciosus Peck 1878 – wodnicha ozdobna
- Hygrophorus subviscifer (P. Karst.) Harmaja 1985 – wodnicha biaława
- Hygrophorus unicolor Gröger 1980 – wodnicha pomarańczowopłowa

Nazwy naukowe na podstawie Index Fungorum. Nazwy polskie według Władysława Wojewody. Wykaz gatunków według W. Wojewody i innych.

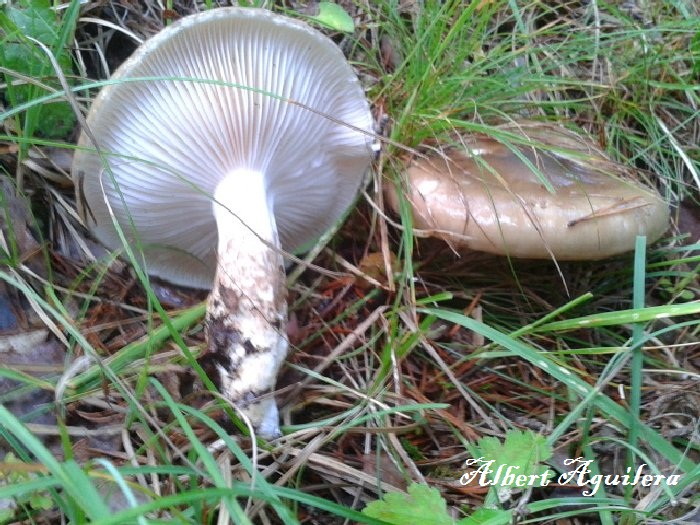
Wodnicha brunatnobiała
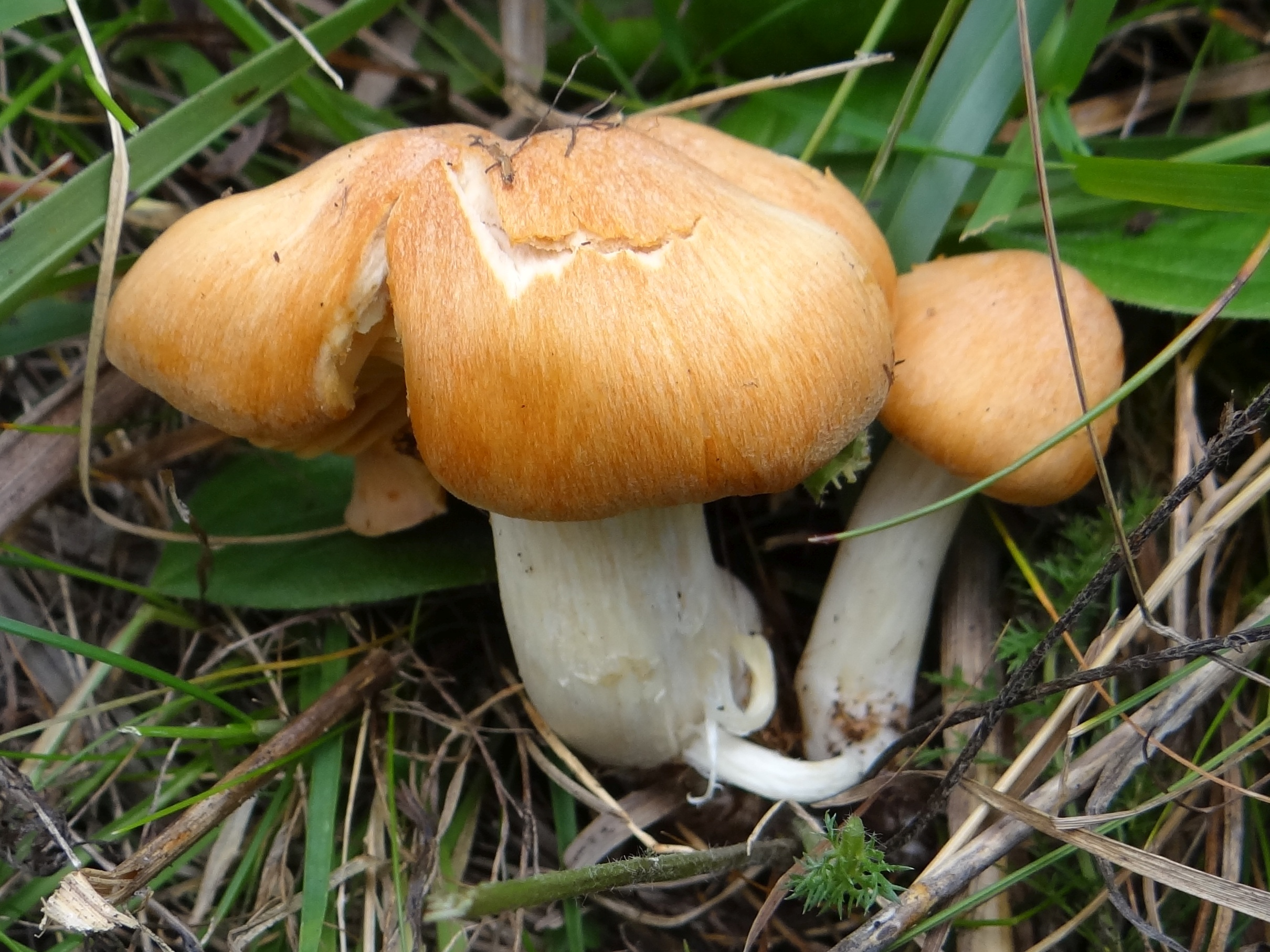
Wodnicha gajowa
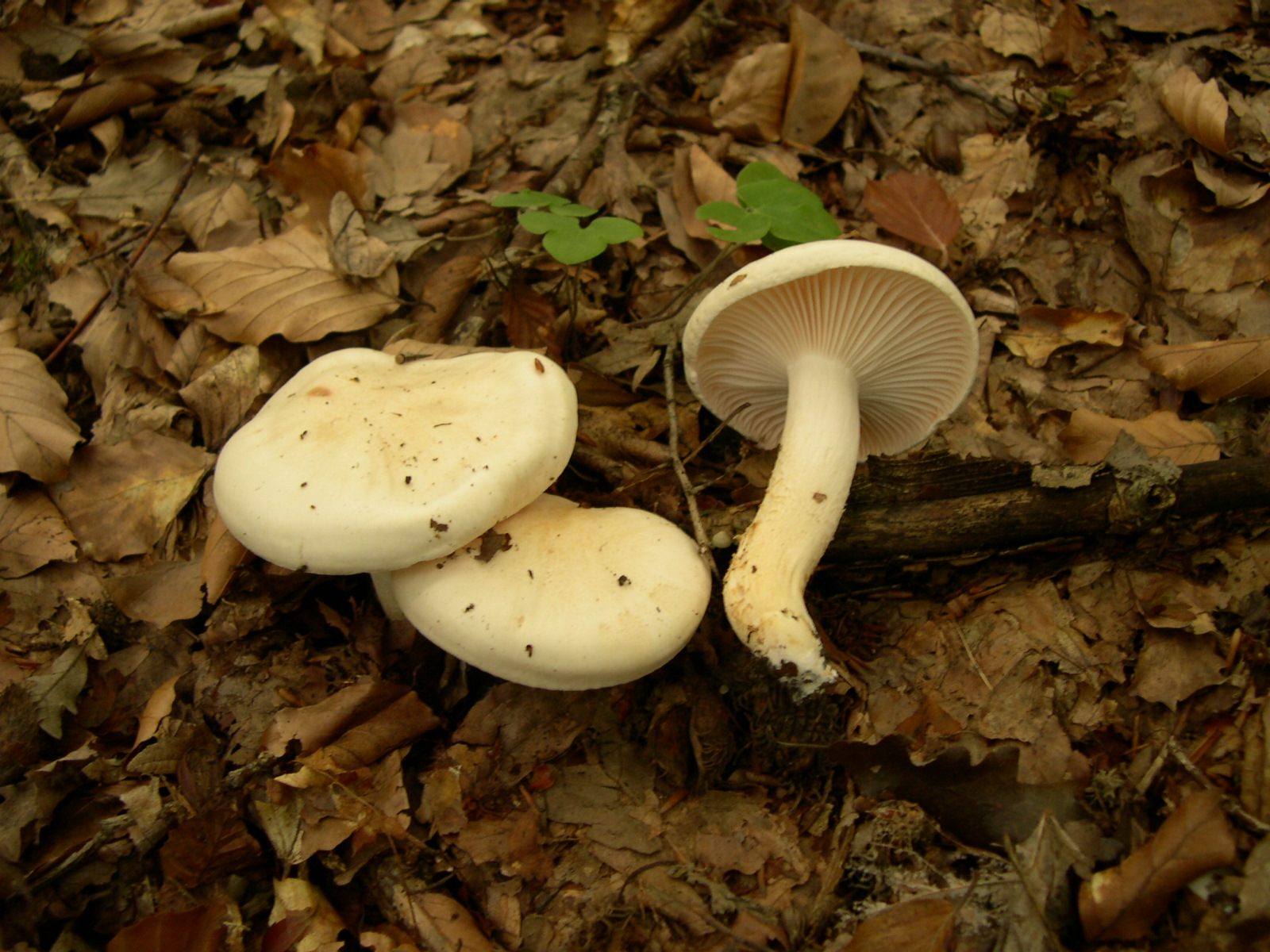
Wodnicha gładka
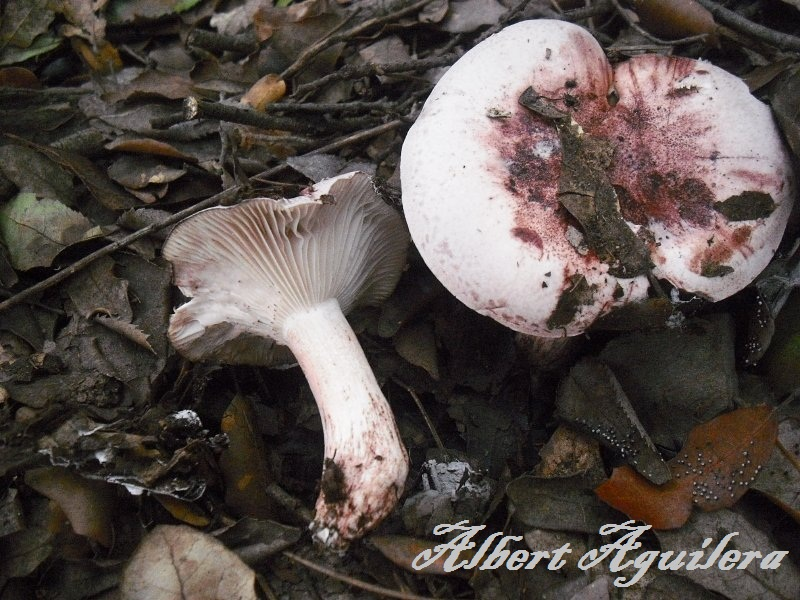
Wodnicha gołąbkowa
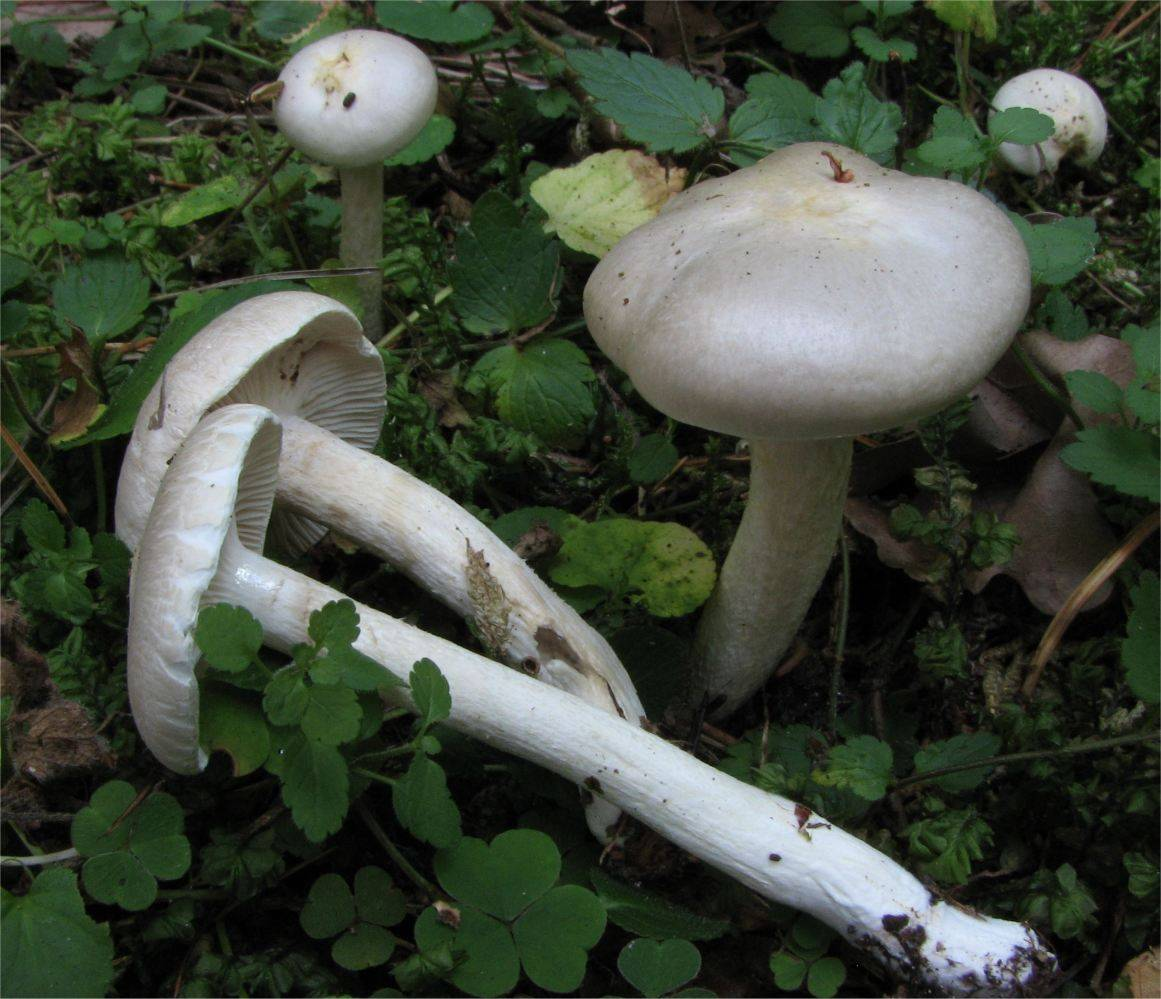
Wodnicha hiacyntowa
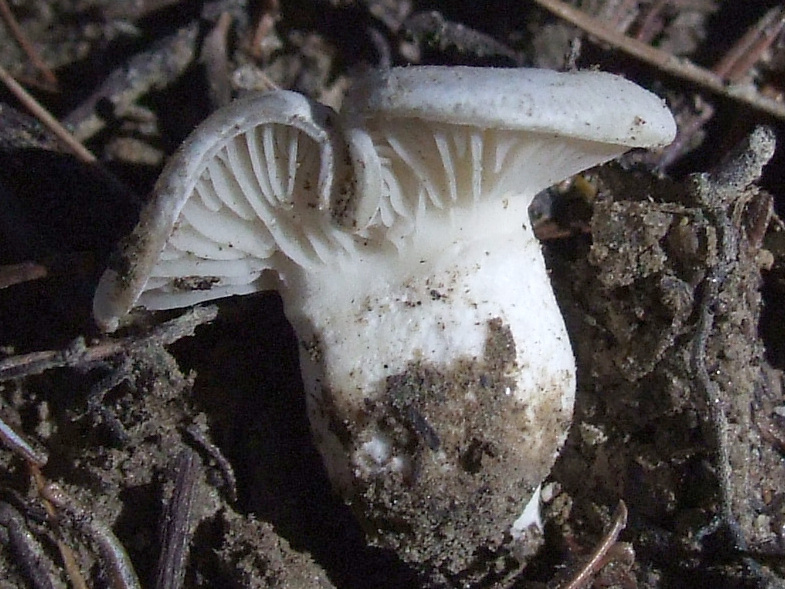
Wodnicha grubopierścieniowa
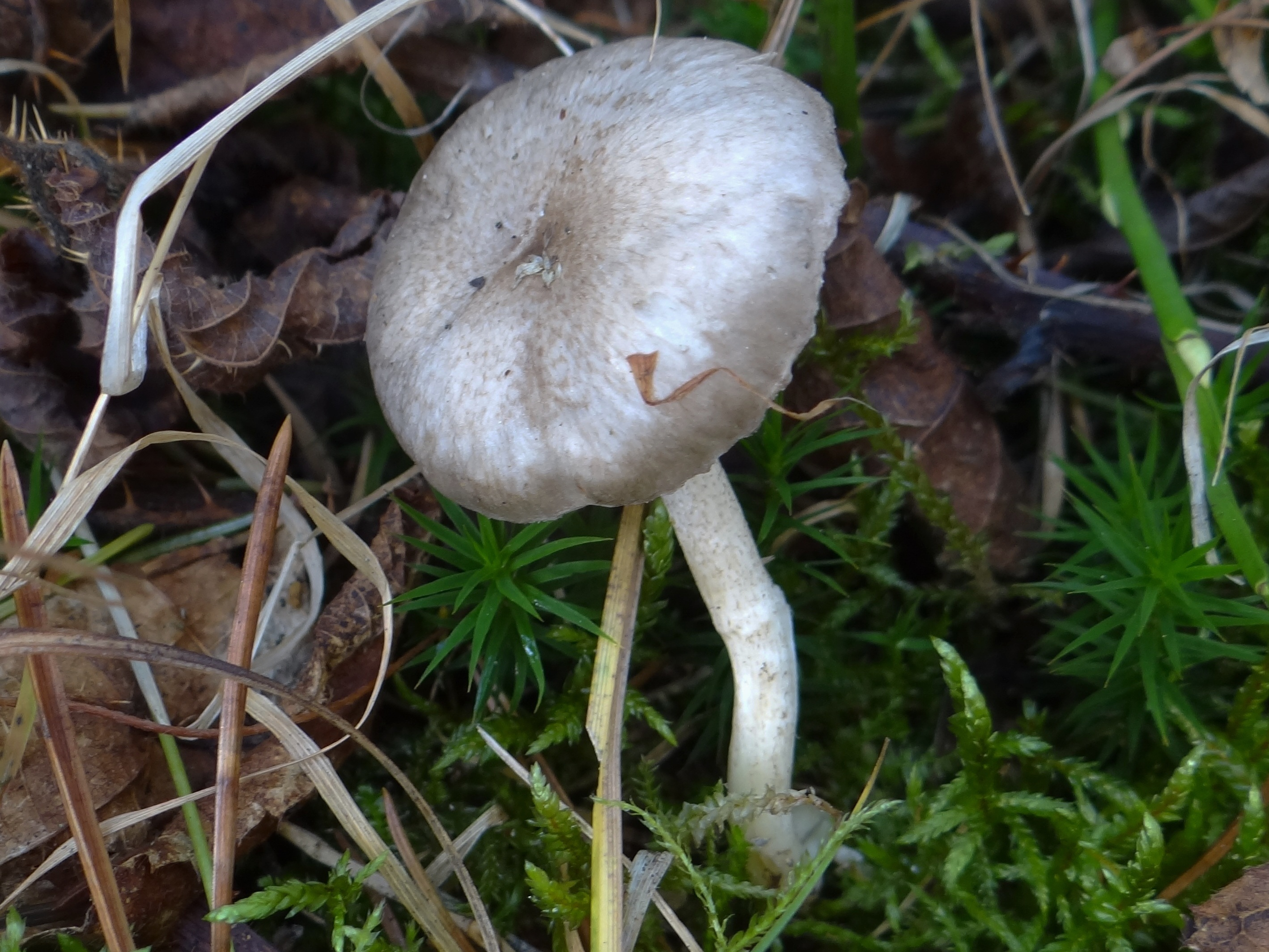
Wodnicha kropkowana
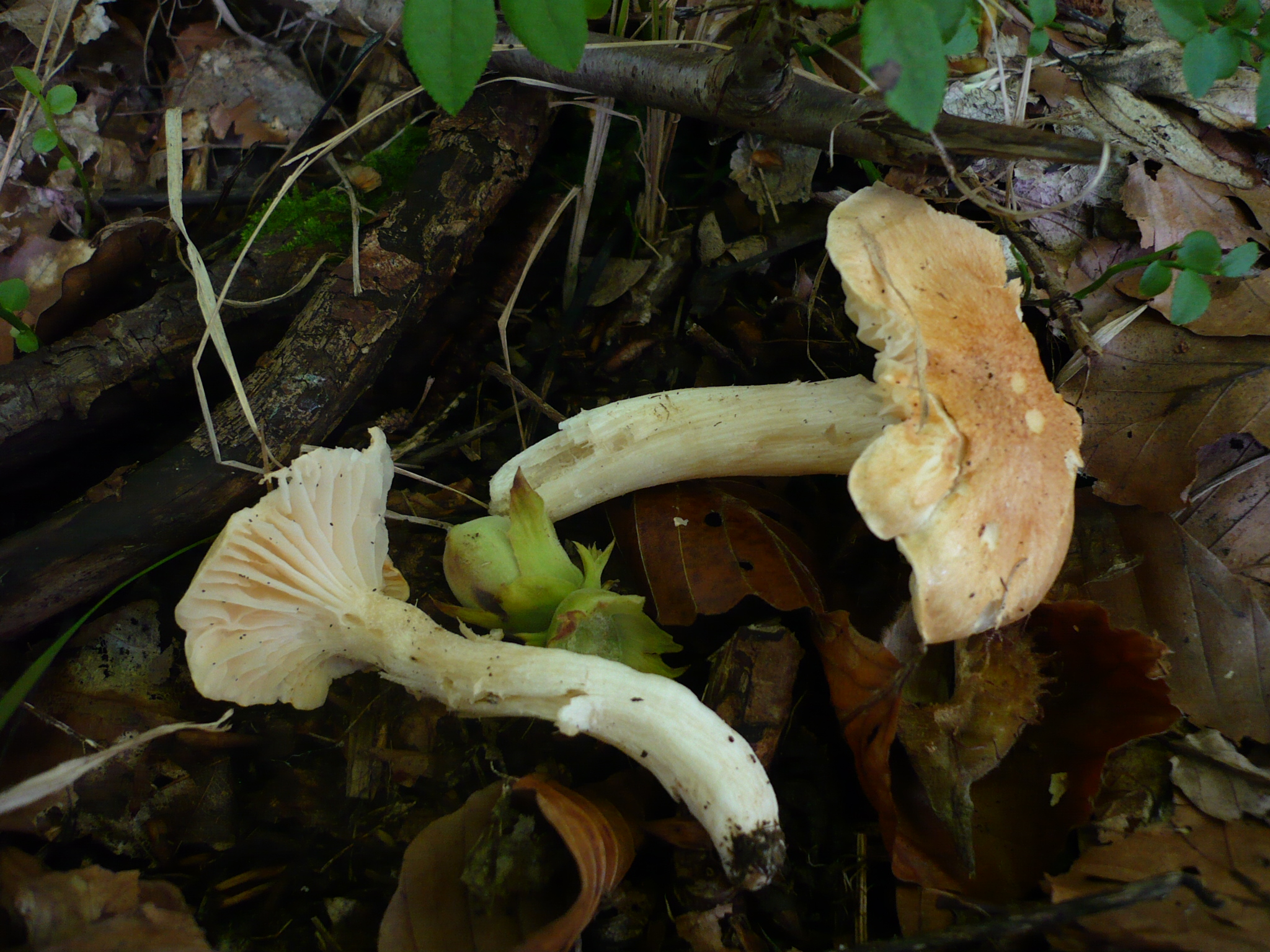
Wodnicha leszczynowa
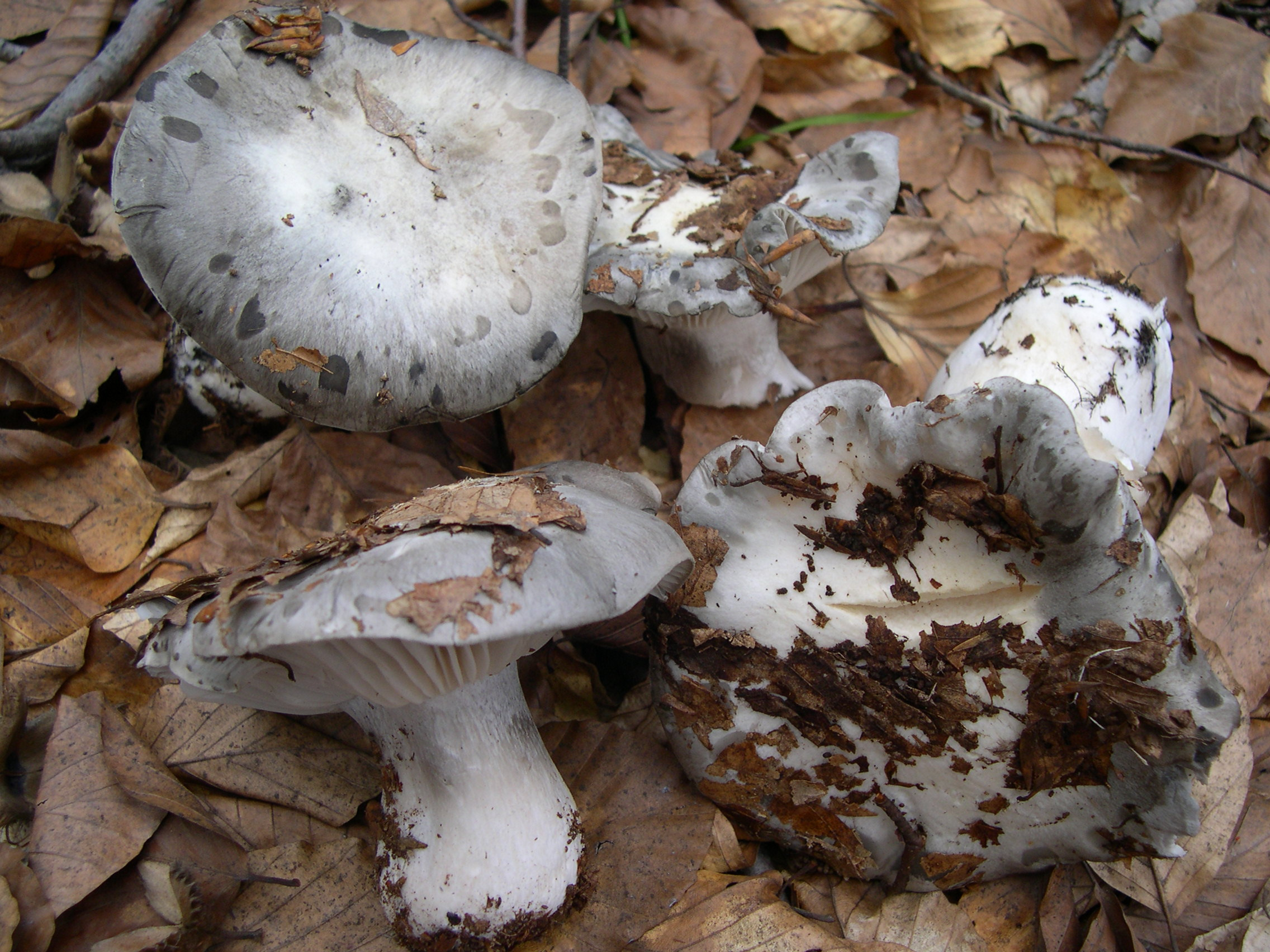
Wodnicha marcowa
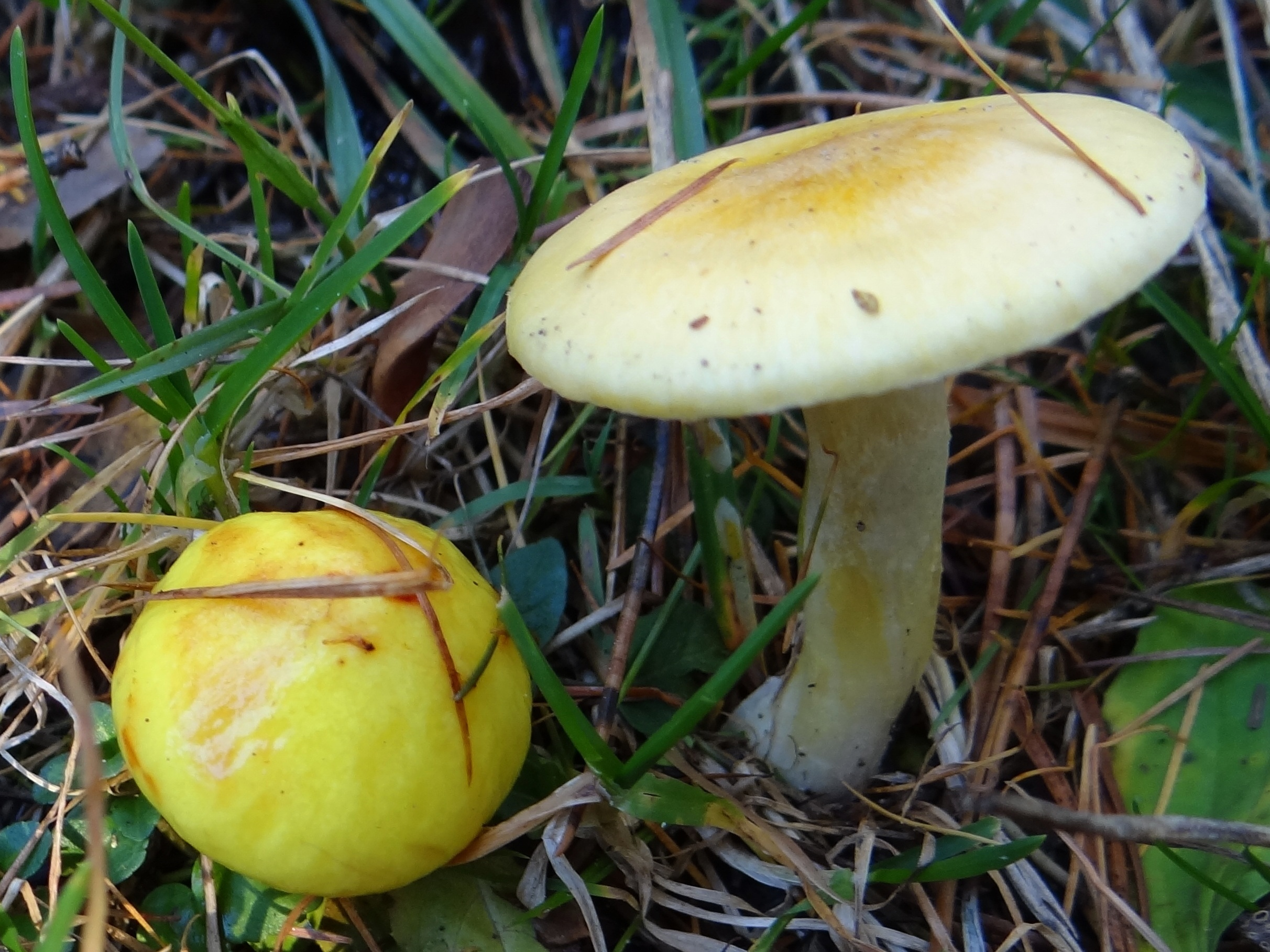
Wodnicha modrzewiowa
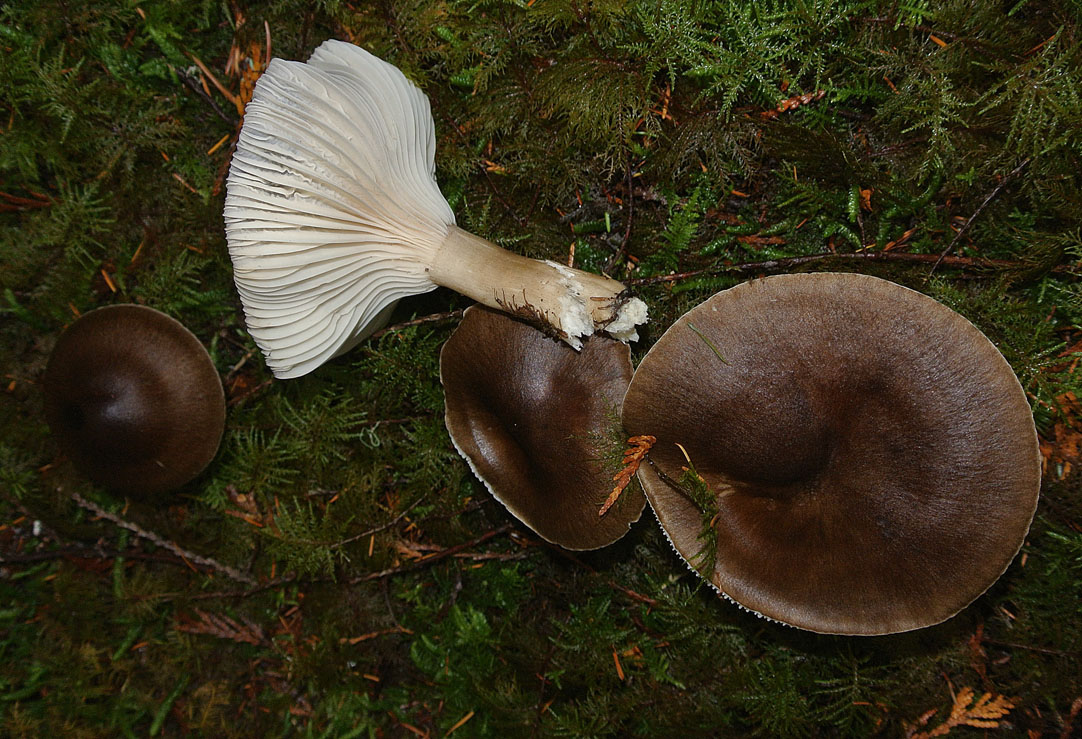
Wodnicha odymiona
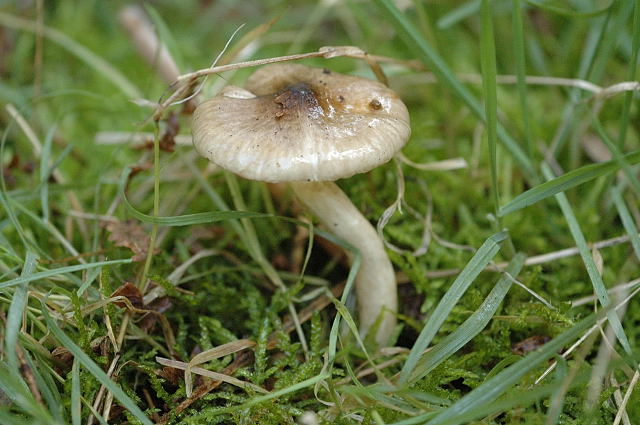
Wodnicha oliwkowobiała
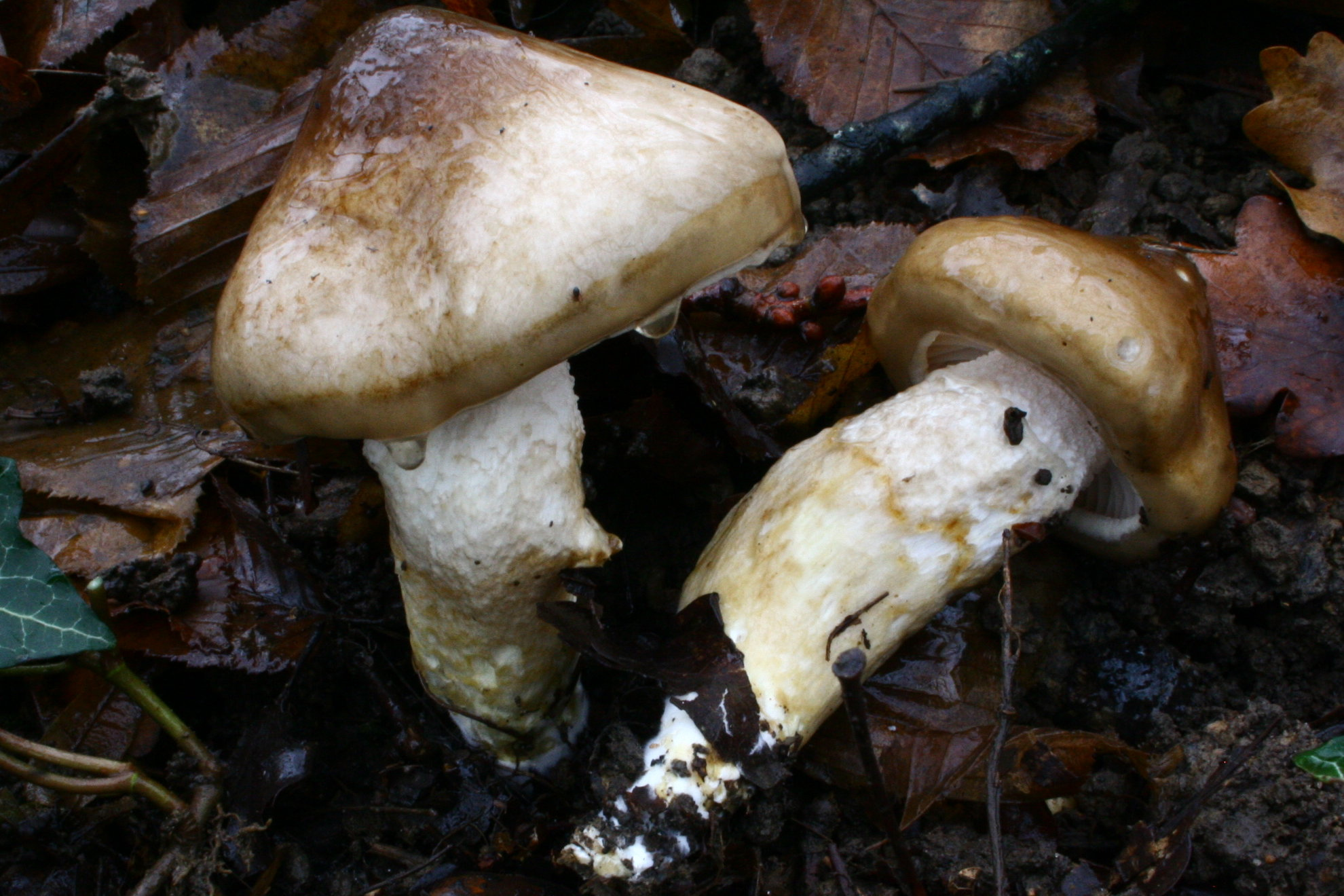
Wodnicha oliwkowobrązowa
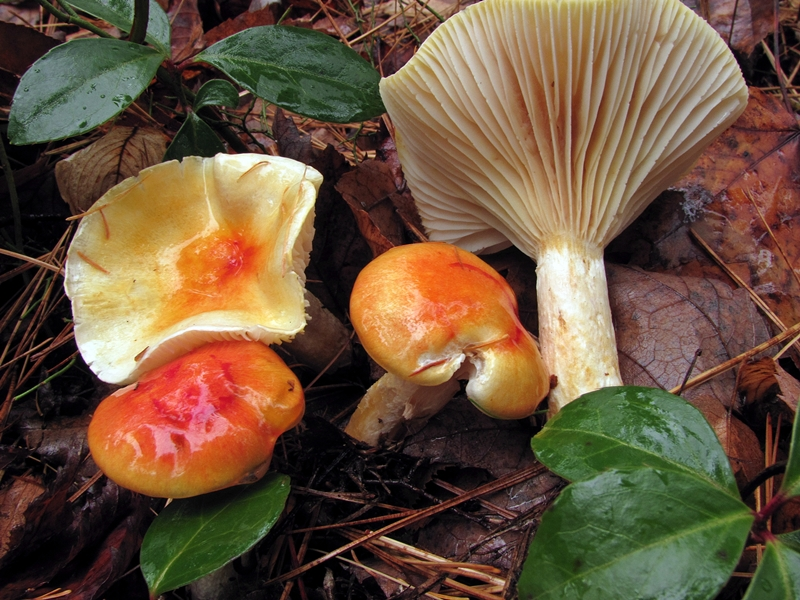
Wodnicha ozdobna
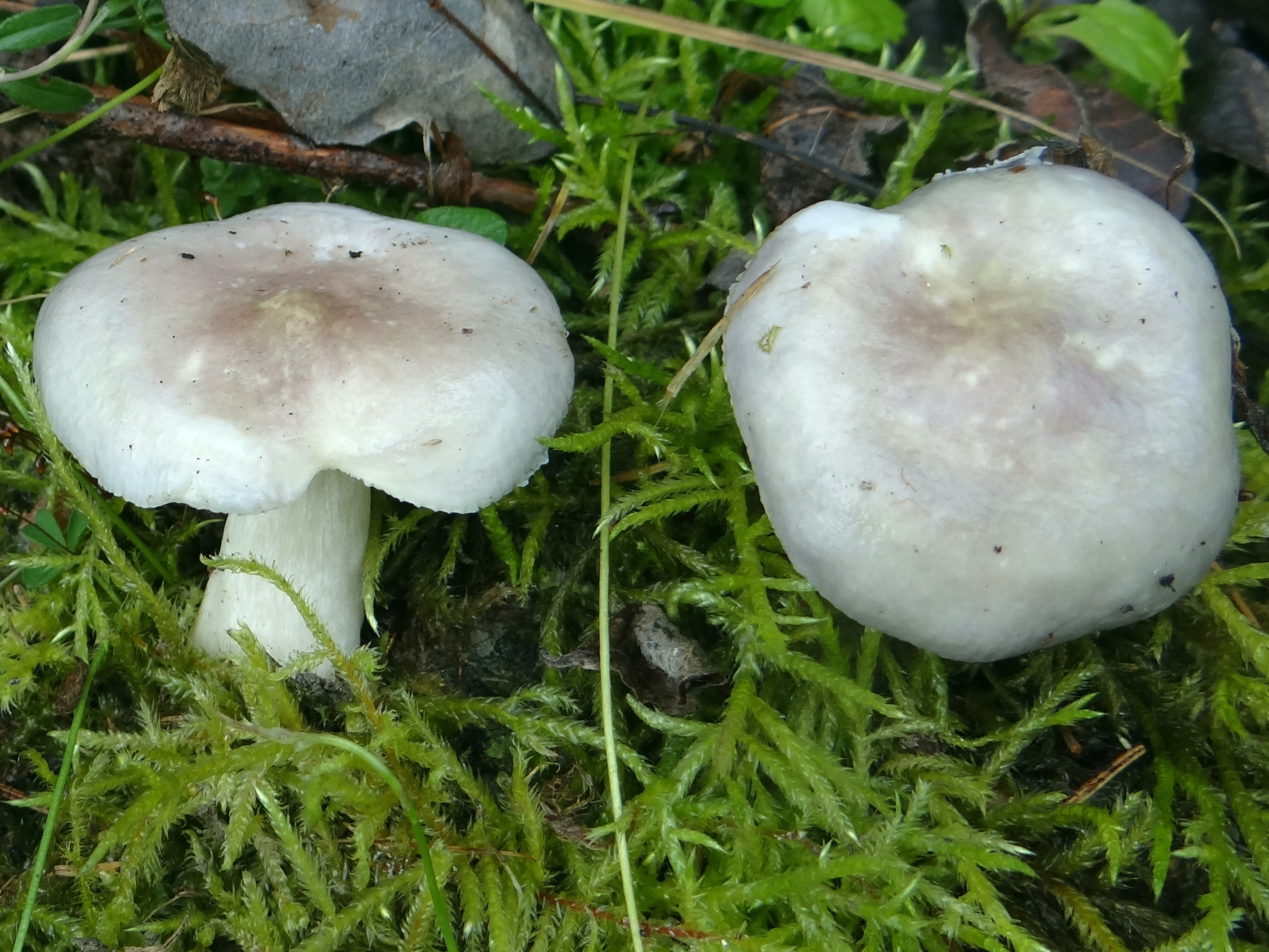
Wodnicha pachnąca
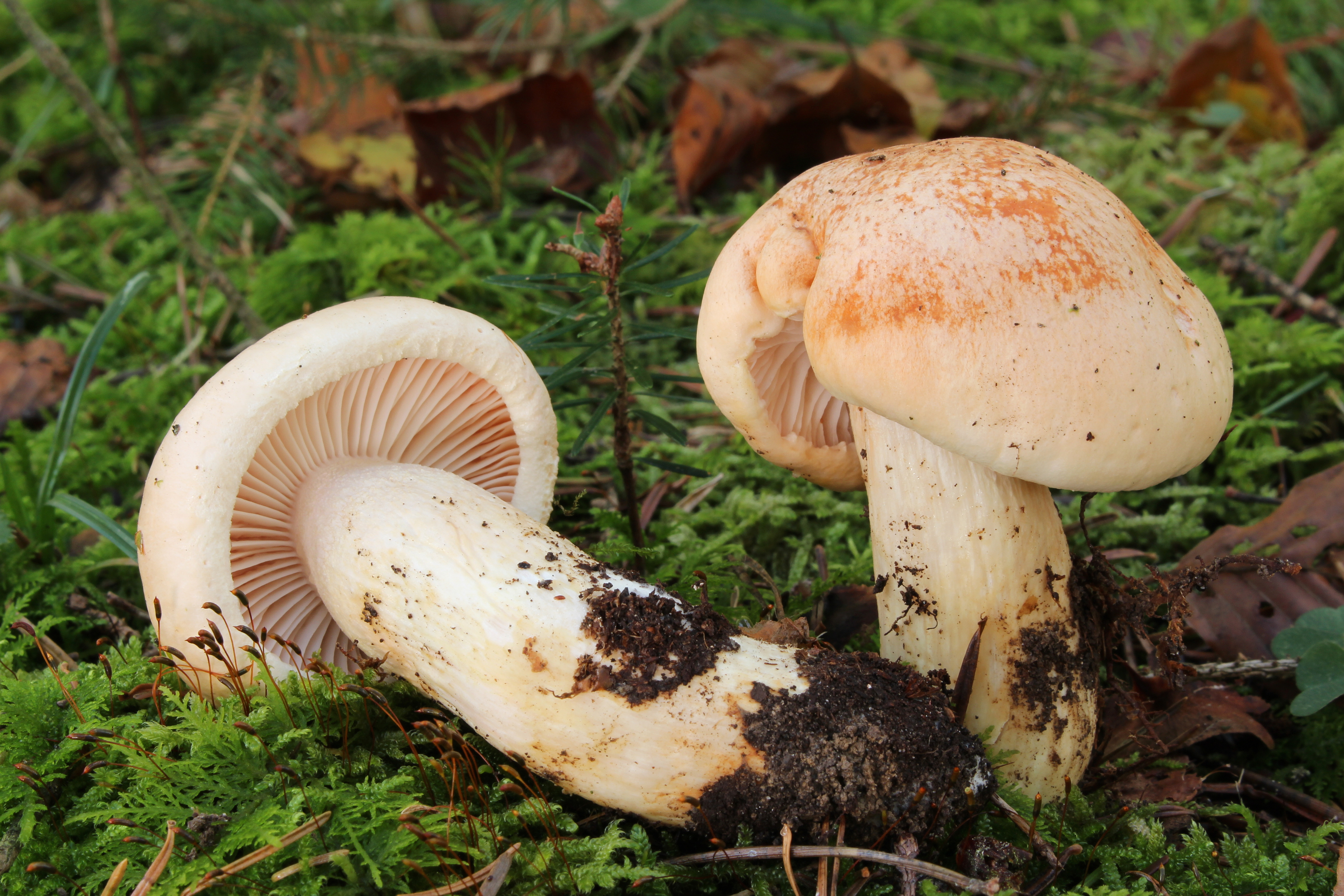
Wodnicha pomarańczowa
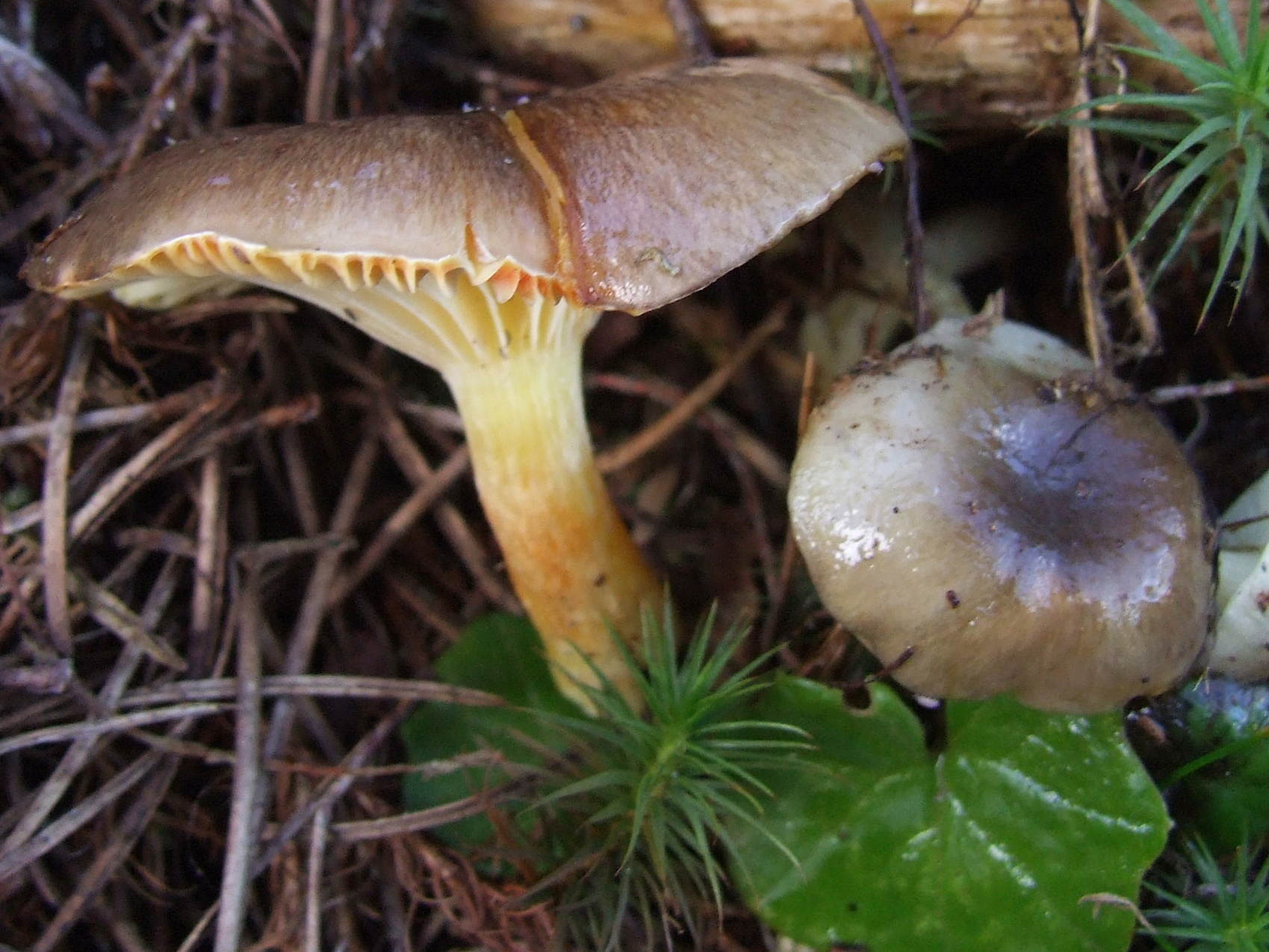
Wodnicha późna
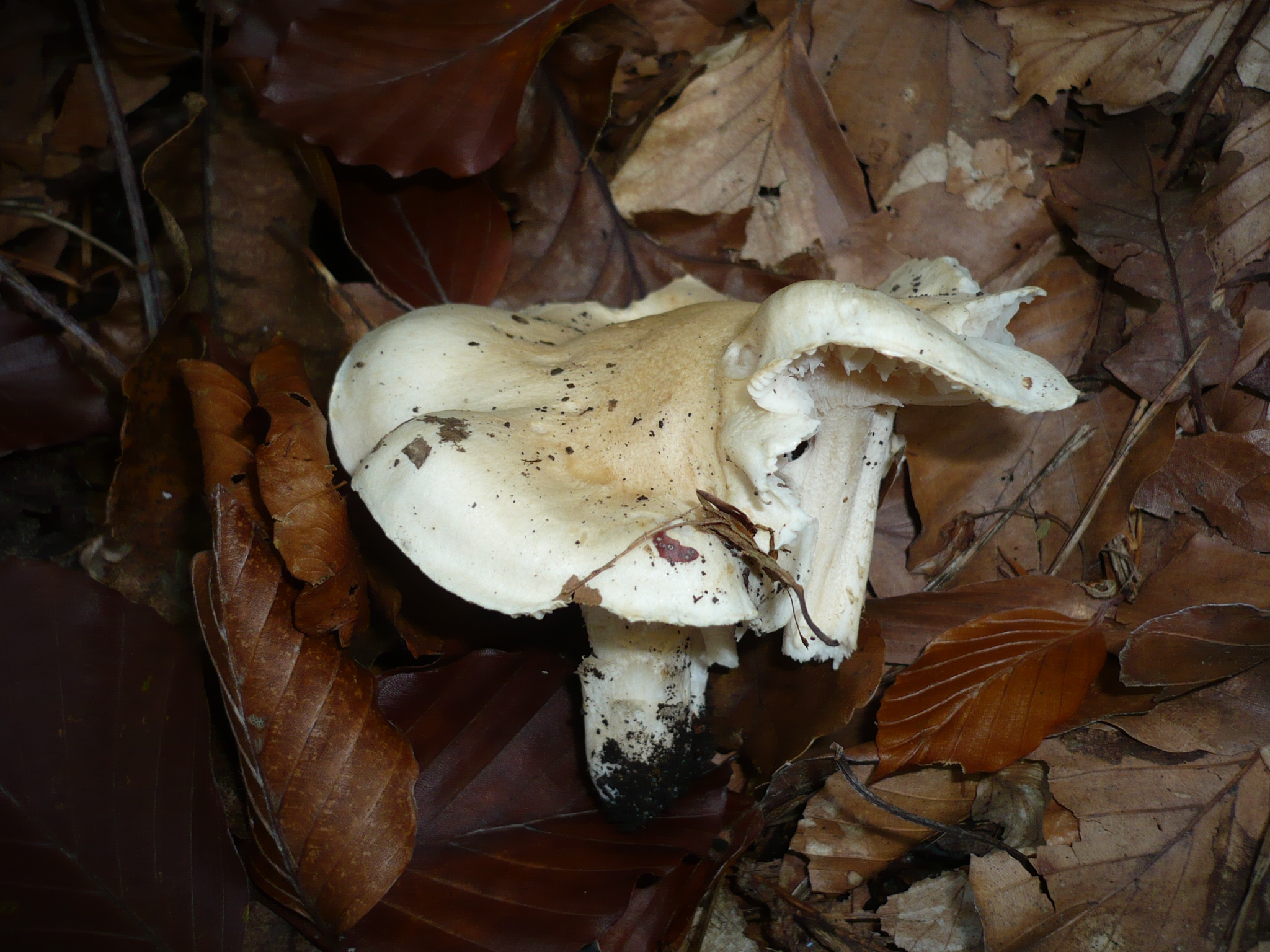
Wodnicha różowozłota
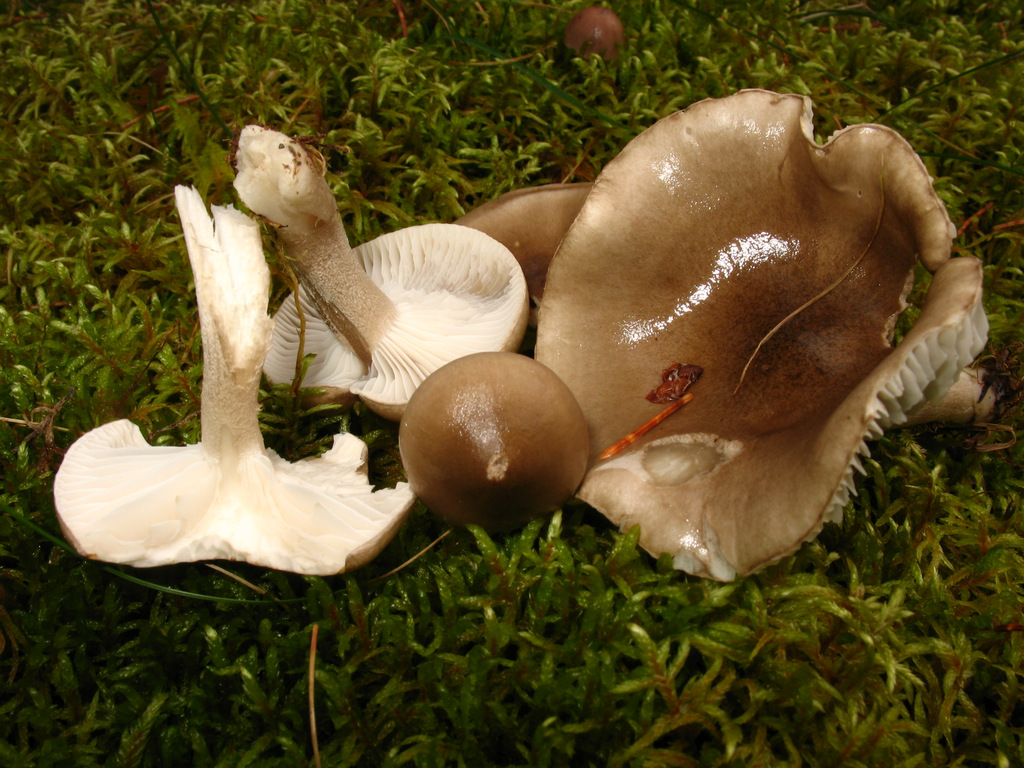
Wodnicha tarczowata
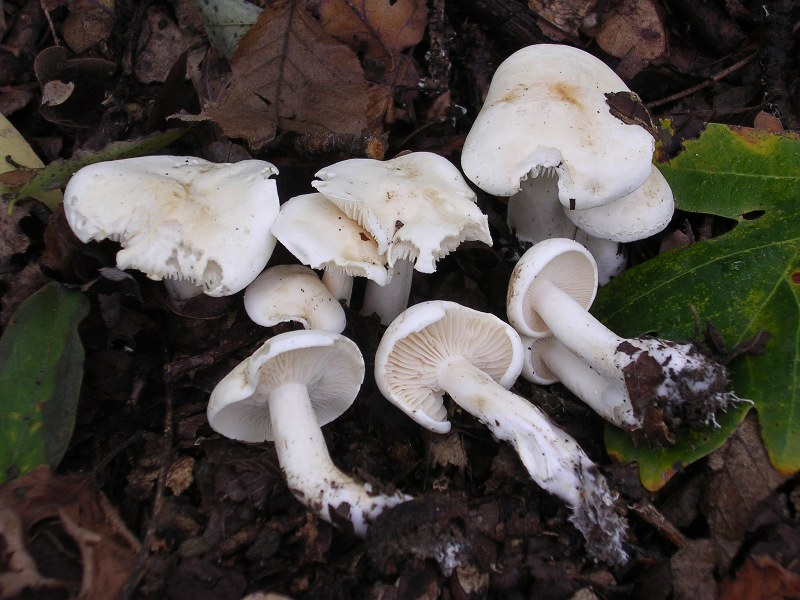
Wodnicha wonna
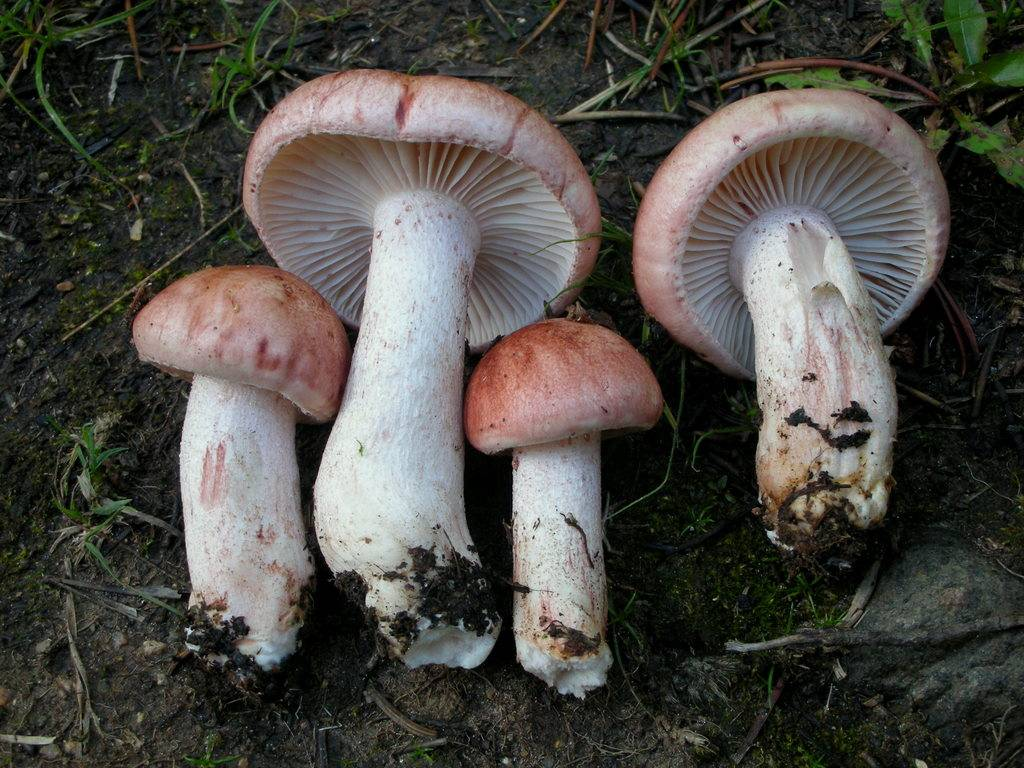
Wodnicha zaróżowiona
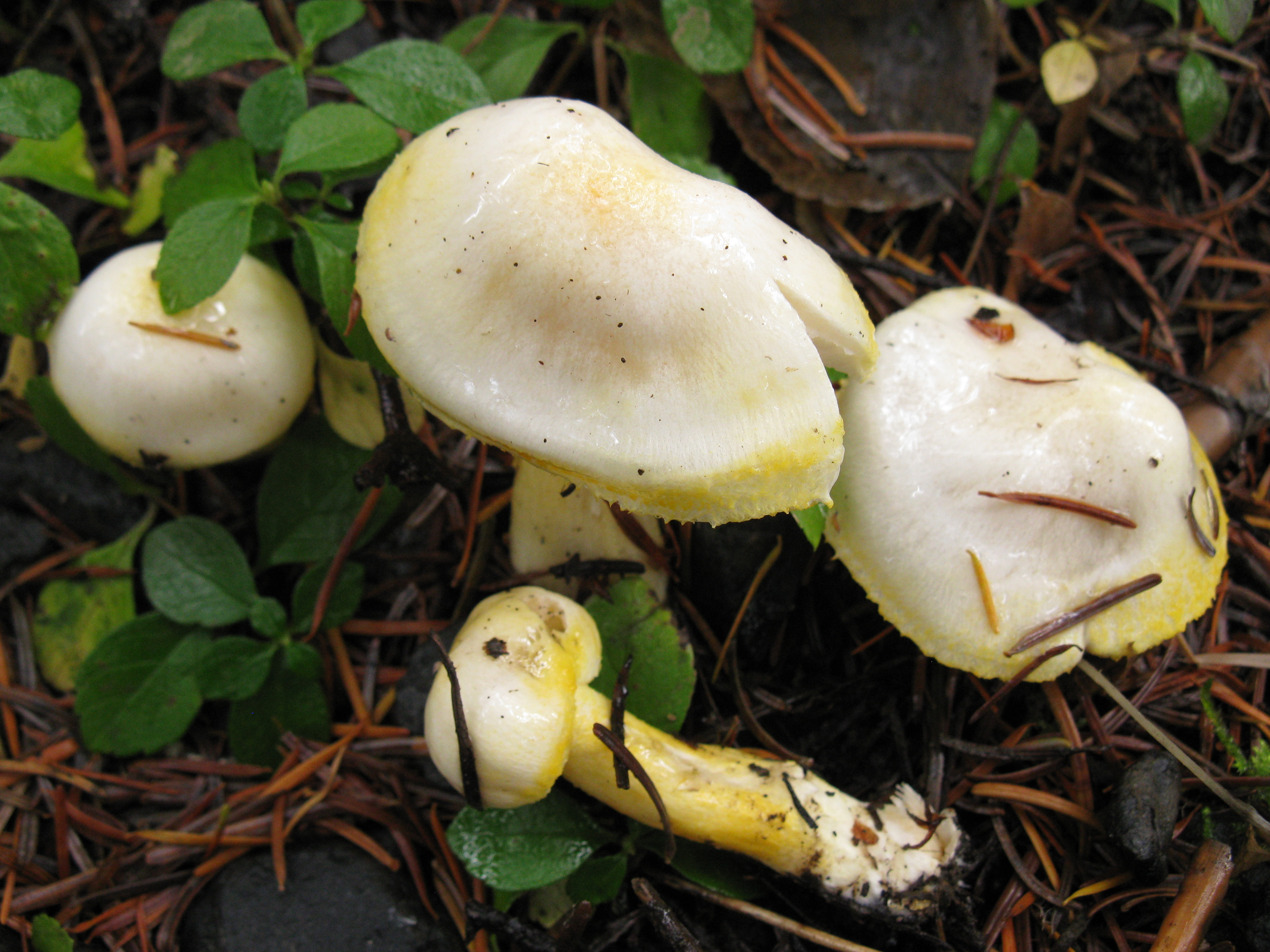
Wodnicha złocista